# Gwangyang Football Stadium
Gwangyang Football Stadium (hangul: 광양축구전용구장) är en fotbollsarena i Gwangyang, Sydkorea. Arenan är hemmaplan för Jeonnam Dragons i K League Classic och den tar 14 284 åskådare.
Arenan började byggas i januari 1992 och blev färdigställd i september samma år. Planen var först att den skulle användas som friidrottsarena men omdesignades senare för fotboll efter att det blev klart att en professionell fotbollsklubb skulle bildas i Gwangyang. Den invigdes den 4 mars 1993 när POSCO Atoms spelade mot kinesiska Dalian Shide FC. POSCO använde arenan som en andra hemmaarena i K League fram till 1994. Den nya fotbollsklubben i Gwangyang, Chunnam Dragons (idag Jeonnam Dragons), bildades 1994 och har sedan sin ligadebut säsongen 1995 använt arenan som hem.